# Зелёный (остров, Святоносский залив)
Зелёный (в 1822—1833 годы — Усть-Йока́ньгский) — необитаемый остров в Святоносском заливе Баренцева моря в составе Йокангских островов. Административно относится к ЗАТО Островной Мурманской области.

## Расположение
Остров Зелёный является самым южным и юго-восточным островом группы. Расположен на входе в губу Йоканга всего в 150 метрах от материка. К северу и северо-западу от него лежат другие острова группы — Первый Осушной (в 1,1 км), Медвежий (в 1,2 км) и Сальный (в 3,3 км), а в 500 метрах к югу — остров Второй Осушной, не входящий в состав Йокангских островов.
В километре к юго-западу от острова, на материке, лежат губы Суслова и Лахта. Ближайший населённый пункт — Островной, находится в 3,7 километрах к западу от Зелёного. В 4,5 километрах к юго-востоку, в устье Йоканги, до 1970 года находился также населённый пункт Йоканга (Йофкуй-сийт).

## Описание
Остров имеет неровную округлую форму длиной и шириной чуть менее 700 метров. С юга в остров вдаётся небольшой мелководный залив. Берега пологие. Бо́льшую часть острова занимает поросшая лесом сопка с округлой вершиной высотой 8,9 метров. На вершине сопки закреплена точка съёмочной сети.
Глубина у берегов Зелёного достигает 1,5 метров с севера и 7 метров с юга. Остров необитаем, на нём никогда не располагалось населённых пунктов, только на южном берегу, в районе залива, расположена рыбацкая изба.

## История
В 1779 году остров был открыт и нанесён на карту (без названия) командой фрегата «Евстафий» из эскадры контр-адмирала Степана Хметевского. Своё первое название — Усть-Йоканьгский — он получил в 1822 году от участников научной экспедиции Фёдора Литке на шестнадцатипушечном бриге «Новая Земля». Однако уже через 11 лет — в 1833 году, был переименован в Зелёный, по своему внешнему виду.